# Wereld van Grand Theft Auto
Het Grand Theft Auto universum (GTA universum) is een fictief universum  met fictieve en bestaande steden en dorpen in de Verenigde Staten en het Verenigd Koninkrijk.

## Indeling
Het Grand Theft Auto universum bestaat uit de fictieve steden:
- Liberty City
- Vice City
- Los Santos
- San Fierro
- Las Venturas
- Carcer City

- Londen
- Manchester
- Salford

En de fictieve dorpjes uit San Andreas:
- Aldea Malvada
- Angel Pine
- Bayside Marina
- Blueberry
- Dillimore
- El Quebrados
- Fort Carson
- Montgomery
- Palomino Creek
- Las Barrancas
- Las Payasadas

Ook komen de bestaande steden Londen (GTA: London), Manchester (als multiplayer level in GTA: London 1961) en Salford (GTA: San Andreas The Introduction) in het GTA-universum voor.